# Kelly AuCoin
Kelly AuCoin est un acteur américain, né le 14 février 1967 à Hillsboro (Oregon).

## Filmographie partielle

### Films
- 1998 : Meurtre parfait d'Andrew Davis
- 2007 : Le Royaume de Peter Berg
- 2017 : The Wizard of Lies de Barry Levinson
- 2021 : False Positive de John Lee

### Séries télévisées
- 1998 : New York, police judiciaire (saison 8, épisode 23) : le premier assistant
- 2000 : New York, police judiciaire (saison 10, épisode 18) : Pat Callister
- 2001 : New York, police judiciaire (saison 12, épisode 1) : Rich Porter
- 2006 : New York, police judiciaire (saison 16, épisode 12) : Andrew Semel
- 2010 : New York, section criminelle (saison 9, épisode 13) : Dr. Shelly Springe
- 2014-2018 : The Americans
- 2015 : House of Cards
- 2016 - 2023 : Billions
- 2022 : New York, unité spéciale (saison 23, épisode 21) : Père John Regis
- 2024 : Clipped (mini-série) : Andy Roeser